# 三竹天狗
『三竹天狗』（みたけてんぐ）は、2006年10月4日から2007年3月28日までテレビ朝日系列で放送されていた深夜バラエティ番組である。主な内容はグルメ料理のプレゼン対決。お笑いコンビ・さまぁ〜ずと同オセロの松嶋尚美が司会を務めた。

## 番組概要
出演者およびゲストが各々のおすすめグルメ料理をプレゼンテーションし、誰の料理が一番美味しかったかを決める料理バトル（グルメ天狗）をメイン企画とするバラエティ番組。
『指名手配』（2004年10月-2005年3月）、『三竹占い』（2005年4月-2006年9月）と司会の3人（さまぁ〜ずの2人とオセロの松嶋尚美）は同じだが、内容が大幅にリニューアルされた。ただし、所々でコメントをはさむ、エッチな内容に染まってしまって肝心のプレゼンなどがおざなりになるなど、出演者自身がよく言う「くちゃくちゃTV」と表現される一種のグダグダ感は踏襲されていた。

## 出演者
司会
- さまぁ〜ず（大竹一樹・三村マサカズ）…「大竹天狗」、「三村天狗」
- 松嶋尚美（オセロ）…「松嶋天狗」

『指名手配』、『三竹占い』から引き続き3人で司会進行を担当。
ゲスト
- 天狗ゲスト（「○○天狗」）…各天狗ゲストについては「放送リスト」参照。

その他
- AKB48

秋元大天狗の刺客として、大天狗おすすめの料理をプレゼンする。メンバーの中から3名が登場するが、小嶋陽菜曰く「総勢20名のメンバーでじゃんけんして勝ち抜いた3名だけが番組に出演出来るんです」との事だったが、他のメンバーと比べて小嶋陽菜と前田敦子の2人が出演する頻度が高かった。出演メンバーが固定されていたが、しばしば初登場のメンバーも出演するようになった。大竹からは「どのメンバーが出てもAKBのリアクションは一緒だね。」と言われてしまった事もあった。
- 秋元康…「秋元大天狗」

番組の監修を担当。普段はAKB48にプレゼンを託しているが、成績が芳しくない為2006年10月25日放送分ではついに本人自らが登場しプレゼンを行った。
- 天狗ギャル

ファッション誌で高い支持を得ている人気の読者モデルが出演。「三竹天狗プロジェクト」のコーナーで商品開発に携わる他に、告知コーナー、および番組スポンサーであるam/pm（現ファミリーマート。詳細はこちら）の90秒インフォマーシャルを担当した。また第3回放送から「三村のア〜ン♥のコーナー」にて毎週三村の出すセクシーなお題に挑戦した。
| ◆登場した天狗ギャル◆                                                    |                                                                  |
| - 上津原由貴奈 - 小幡尚美 - 河端千明 - 熊本薫 - 黒瀬ゆかり - 佐々麻梨江 | - 城光寛奈 - 宮島愛 - 渡辺麻衣子 - 渡辺由布子 （以上、五十音順） |

## 主な企画
グルメ天狗
グルメ料理のプレゼンバトル。司会の3人とゲストが「○○天狗」と称しておすすめ料理のプレゼンを行う。さらに、番組監修の秋元康が「秋元大天狗」と称して番組に参加。秋元大天狗の料理は「秋元大天狗からの刺客」としてAKB48がプレゼンを行なう。合計5品の中で最もグルメにふさわしい料理を、天狗たちの投票で決定（自分自身がプレゼンした品は選択しない）、最も票を集めた料理をプレゼンした天狗が勝利となり、「グルメ天狗」の栄誉と天狗バッジが授与される。天狗バッジが10個（ゲストは5個）集まると、海外グルメツアーのロケを行う権利を手に入れることが出来る。
三竹天狗プロジェクト
am/pmとのコラボレーションで番組タイアップ商品の開発を行う「三竹天狗プロジェクト」という企画がグルメ天狗と並行して行われた。

## 放送リスト
| 回数    | 放送日(EX)     | 天狗ゲスト                                                                                   |
| ------- | -------------- | -------------------------------------------------------------------------------------------- |
| 1       | 2006年 10月4日 | 鈴木紗理奈                                                                                   |
| 2       | 10月11日       | 井森美幸                                                                                     |
| 3       | 10月18日       | 杉本彩                                                                                       |
| 4       | 10月25日       | 安田美沙子                                                                                   |
| 5       | 11月1日        | 青木さやか                                                                                   |
| 6       | 11月8日        | さくら                                                                                       |
| 7       | 11月15日       | 東原亜希、周富徳（飛び入り参加。自ら調理したメニューをプレゼンした。）                       |
| 8       | 11月22日       | 華原朋美                                                                                     |
| 9       | 11月29日       | 上原さくら                                                                                   |
| 10      | 12月6日        | 飯島愛                                                                                       |
| 11      | 12月13日       | さとう珠緒                                                                                   |
| 1時間SP | 12月27日       | 中尾彬、安田美沙子、武内絵美（テレビ朝日アナウンサー）、久保田直子（テレビ朝日アナウンサー） |
| 12      | 2007年 1月10日 | 三船美佳                                                                                     |
| 13      | 1月17日        | 雛形あきこ                                                                                   |
| 14      | 1月24日        | 横山めぐみ                                                                                   |
| 15      | 1月31日        | 安めぐみ                                                                                     |
| 16      | 2月07日        | 辺見えみり                                                                                   |
| 17      | 2月14日        | くまきりあさ美、細山貴嶺、難波規精（松竹芸能東京支社長、病欠の松嶋の代理出演）               |
| 18      | 2月21日        | インリン・オブ・ジョイトイ                                                                   |
| 19      | 2月28日        | レイナ（MAX）                                                                                |
| 20      | 3月7日         | 藤崎奈々子                                                                                   |
| 21      | 3月14日        | 山本モナ                                                                                     |
| 22      | 3月21日        | 川島なお美                                                                                   |
| 23      | 3月28日        | 安田美沙子                                                                                   |

## エピソード
- 本番組の前身である『三竹占い』の最終回（ゲストは佐藤仁美）では、出演者がそれぞれお勧めの酒の肴を持参し、どれが一番美味しいかを競い合うという、『三竹天狗』のパイロット版的企画を行なった。『三竹占い』はそのさらに前身の『指名手配』における占いコーナーを独立させたものであった。
- 各自のプレゼンは原則的に公開するまではメニューは内緒のはずであるが、プレゼンの中でネタバレしてしまう事も多い。特に三村天狗のプレゼンは、三村自身がそこでメニューをバラしてしまう事が多い。また他の天狗たちにメニューを言い当てられる事もたまにある。そんなプレゼン下手に加えて、「三村のア〜ン♥のコーナー」であまりにも個人的に楽しみすぎているため、出演ゲストからは、よく鋭い指摘をされていた。番組開始以来未勝利が続いていたが、レギュラー放送13回目にしてようやく初勝利を飾った。2007年に入ってから2勝している。
- 大竹天狗は「この番組の趣旨をいまいちわかってねぇ…」と発言し、プレゼンするメニューも高級だったりおしゃれだったりするものもあれば、「屋台の焼きそば」を紹介することもあった。この時は松嶋天狗に「ないわ…。」と酷評されたばかりか、天狗ギャルにも不評だったため、「高級なものがいいのか!?そうじゃねぇだろ!!」と逆ギレ。しかし第5回では収録時間が午前中であった事を狙って（ハム・ベーコンなどは朝食べるけど夜は食べないと思ったから、というのが理由らしい）「石狩川ベーコン」をプレゼンし、見事に初勝利をもぎ取った。しかし2勝目が遠く、第15回目にして三村天狗にも先を越されてしまった。松嶋に「あっという間に（三村に）抜かれてしまいましたが…。」と振られると、「来週も絶対勝てないよ、オレ。」と半ば自棄になって発言した。2007年3月7日放送分で久々の勝利を挙げて、ようやく2勝目を飾った。
- 松嶋天狗は納豆が大の苦手。青木さやかが紹介した「黒納豆のアスピック」を何とか食したものの、その味と匂いに悶絶する。どうやらスタッフが配慮するのを忘れていたらしいが、大竹天狗が「こいつ（松嶋）は（納豆以外にも）好き嫌いが激しいから、いちいち（松嶋の好みに）合わせてたら番組が成立しねーんだ!!」とツッコまれていた。プレゼンはソツの無い感じで進行させる。プレゼンでは庶民的なものから高級なものまで幅広くプレゼンする。第2回は「駅の売店で売っている冷やし飴」を（優勝しなかったが概ね好評であった）、第4回は「ミックスジュース（100円）」をプレゼン（3票集めて優勝）している。高級なものでは大阪の高級店のすき焼きなど（第9回。3票集めて優勝）、本人の最大限の人脈を利用してリサーチを行っているようで、現在のところ好成績を収めている。
- 秋元大天狗の一品はAKB48がプレゼンを行う。AKB48のメンバーがイラストで表現する方法だが、AKB48のイラストプレゼンは出演者達も解読不可能な時も多く、料理名や素材等とは無関係な秋元康やうさぎのイラストが描かれているが、肝心の味は伝え切れていない事もままある。味の感想を聞かれても「おいしかったです。」としか答えない。小嶋陽菜にいたっては、「かわいいです。」と味の評価とはかけ離れたコメントをする事も多い。出演者達も秋元大天狗おすすめの料理は美味しいと認めてはいるのだが、何故か成績は芳しくない。第4回はシビレを切らしてついに秋元大天狗が自らプレゼンを行ったものの、1票も入らず撃沈した。そこで次回放送の第5回でははじめてデザート以外のメニューをプレゼンしたのだが、またもや1票も支持されずに敗退した。まさに鼻をポッキリ折られてしまった大天狗だったが、第6回のわらび餅でついに念願の初勝利をものにした。だがここまでの成績では松嶋とは大きく水をあけられる事となった。
- 第7回の放送では5品のプレゼン終了後に突如周富徳が乱入。目の前で「牛肉やきそば」を調理して出演者にふるまった。かなりのおいしさに番組として史上初の5人全員が周の料理を支持し、満票で勝利した（通常は自分の料理以外のものを投票するので、満票はありえない。またこの時、周は投票には参加しなかった）。勝利した周は「今度はえびマヨをやりに来る。」と再戦を予告。松嶋は「今度出る時言うてな。絶対ええものをリサーチして出すから!」とリベンジ宣言した。今後の番組の流れとして、有名調理人が乱入するという新しい可能性が生まれた。なおこの料理は「牛肉と青菜のオイスターソース焼きそば」として、周富徳監修の元でam/pmから全国販売されている。
- 2006年12月27日は『1時間スペシャル 〜2006年最強グルメ天狗決定戦〜』が行われた。ゲストは「#放送リスト」参照。最初はゲスト3組と未勝利の三村天狗による予選を行い、予選を受けない他のメンバーも試食し審査に加わった。結果は「上海風焼きそば」圧倒的に票を集めた中尾彬（5票）と、「手作りのチーズケーキ」で2位の安田美沙子（2票）が決勝進出（他2組には1票も入らなかった）。決勝はこの2組に松嶋天狗、大竹天狗、秋元大天狗&AKB48を加えた5組で対戦。決勝ではこの日限りの特別注文などレギュラーの時よりもかなりハイレベルな戦いになり、結果は2票集めた安田美沙子が僅差で勝利し、天狗バッジを4個獲得した。決勝で敗れた中尾彬は「平場でも（スペシャルでなくても）いいからリベンジしたい。」とアピールしている。
- 第14回（2007年01月24日）の天狗バトルではルールが災いした戦いとなった。投票では大竹天狗（冷やしそば：松嶋天狗とAKB48が投票）と松嶋天狗（水炊き鍋：三村天狗とゲストの横山めぐみがそれぞれ投票）に2票ずつ入り、勝負は決選投票にもつれ込んだ。そこでどちらにも投票しなかった大竹が残った二人のうちどちらかに投票する事になったが、ルール上では自分自身に投票する事は出来ないので、大竹は泣く泣く松嶋に投票するしかなくなってしまい、この回は松嶋が優勝した。戦いに敗れた大竹は「何、このルール?ルールに負けたわ、これ…。」と憤懣やるかたない表情だった。また2007年02月28日放送のバトルでも松嶋に2票（三村とAKB48）、ゲストのレイナに2票（大竹と松嶋）入り、残ったレイナの票で決選投票となったものの、レイナはルール上自分自身に投票する事が出来ず、泣く泣く松嶋に投票するしかなくなってしまった。
- 松嶋がインフルエンザでダウンしたため、第17回（2007年2月14日）の収録をキャンセル。ピンチヒッターとして所属事務所である松竹芸能東京支社長の難波規精氏が松嶋に代わってプレゼンを行った。難波氏は多忙によりすぐに収録会場を後にしたため、今回は総得票が1票少ない4票で投票が行われた。そして熾烈を極めた今回の勝負は、何と不在の松嶋に2票入り松嶋が勝利を収めた。史上初、欠席者が優勝という珍しい事態となった。

## 「グルメ天狗」
プレゼンバトルに優勝した天狗は「グルメ天狗」の栄誉と「天狗バッジ」が授与される。
バトルの結果
- 松嶋天狗：7勝（第3回、第4回、第8回、第9回、第14回、第17回、第19回）
- 秋元大天狗：2勝（第6回、第11回）
- 三村天狗：2勝（第13回、第15回）
- 大竹天狗：2勝（第5回、第20回）
- 天狗ゲスト：10勝（第1回の鈴木紗理奈、第2回の井森美幸、第10回の飯島愛、1時間SPと第23回の安田美沙子、第12回の三船美佳、第16回の辺見えみり、第18回のインリン・オブ・ジョイトイ、第21回の山本モナ、第22回の川島なお美）
- その他：第7回に飛び入り参加の周富徳が初の満票で勝利。

（最終回終了時点）
獲得した天狗バッジ
レギュラーは10個で、天狗ゲストは5個でグルメツアーご招待となる。
- 第1位…松嶋天狗（7個獲得）
- 第2位…安田美沙子（5個獲得でグルメツアー獲得!）
- 第3位…秋元大天狗&AKB48、三村天狗、大竹天狗（2個獲得）
- 第6位…鈴木紗理奈、井森美幸、飯島愛、周富徳、三船美佳、辺見えみり、インリン・オブ・ジョイトイ、山本モナ、川島なお美（1個獲得）

（最終回終了時点）

## 「三竹天狗プロジェクト」
番組と大手コンビニエンスストアのam/pmとのコラボレーションで商品開発を行う企画。さまぁ〜ずと天狗ギャル達で様々なアイデアを出し、商品として具現化していく様子がたびたび放送の中で紹介された。
第1弾（2006年12月07日）デザート3品
三村チームと大竹チームに分かれて売り上げを競い合う。負けたチームのリーダーは勝ったチーム全員に高級ディナーを自腹で奢る事に。
- 三村チーム推薦商品

ティラミックス（生いちごかよ！） 360円
- 大竹チーム推薦商品

恋人たちの断層（いちご味） 260円
恋人たちの断層（ちょこ味） 260円
（注意）商品はいずれも関東・山梨地区限定販売。また販売エリアでも店舗により販売されない場合があった。価格は税込価格。
結果
- 2006年am/pmスイーツ部門売り上げ

三村チーム推薦商品：第1位
大竹チーム推薦商品：第3位
三村チームが勝利。大竹は三村チームに全額自腹のディナーを奢る事になっていたのだが、大竹が「接戦だったから今度は弁当で勝負してくれ！」と懇願した。結果自腹は反古になってしまい、第2弾の弁当対決は松嶋も交えて3チームでの対決を行う事が発表された。
第2弾（2007年03月08日）お弁当3品
- チーム大竹（大竹、上津原、城光、渡辺由）イチオシ商品

レインボーカルビンバ 530円
- チーム松嶋（松嶋、小幡、河端、宮島）イチオシ商品

こだわりの米 祝 お花見幕の内 830円
- チーム三村（三村、熊本、佐々、渡辺麻）イチオシ商品

サラダの下 サンドウィッチかよ! チキン・たまご・ポテト 550円
（注意）商品はいずれも関東地区限定販売。価格は税込価格。

## エンディングテーマ
- 「制服が邪魔をする」AKB48（DefSTAR RECORDS）

## スタッフ
- 監修：秋元康
- 構成：渡辺健久、中崎典尉、関口正晴、清水寛生、石坂伸太郎、北本かつら
- カメラ：井澤和彦、青木芳行
- 音声：山崎宏喜
- メイク：本田千香子、阿部知洋
- 編集：阿部こーいち (阿部公一)
- MA：兒子仁
- 音響効果：土井隆昌
- CG：渡部佳宣
- 美術進行：廣田徳弘
- 番宣：遠藤華子（テレビ朝日）
- インターネット：山中さやか（テレビ朝日）
- デスク：鈴木佐江子
- AD：久留嶋雄樹、渡辺一樹
- ディレクター：渡辺浩則、岩橋正憲、佐藤俊一郎
- 演出：手塚公一
- プロデューサー：長沢剛史（テレビ朝日）、浦輝久
- 技術協力：ヌーベルバーグ、クジラノイズ
- 美術協力：アイエヌジー
- 制作：テレビ朝日、イースト

## ネット局と放送時間
| 放送対象地域 | 放送局       | 系列           | 放送日時         | 備考       |
| ------------ | ------------ | -------------- | ---------------- | ---------- |
| 関東広域圏   | テレビ朝日   | テレビ朝日系列 | 水曜 24:45-25:15 | 制作局     |
| 秋田県       | 秋田朝日放送 | テレビ朝日系列 | 水曜 24:45-25:15 | 同時ネット |
| 石川県       | 北陸朝日放送 | テレビ朝日系列 | 水曜 24:45-25:15 | 同時ネット |
| 沖縄県       | 琉球朝日放送 | テレビ朝日系列 | 木曜 25:11-25:41 | 15日遅れ   |